# Fons estructurals de la Unió Europea
Els Fons estructurals de la Unió Europea són l'instrument principal de la política d'inversions de la Unió Europea per afavorir el creixement econòmic i l'ocupació dels estats membres i llurs territoris, així com la cooperació territorial europea. S'articulen en tres fons, fins ara coordinats amb l'Estratègia Europa 2020:
El Fons europeu de desenvolupament regional (FEDER), centrat en la innovació i la recerca, l'agenda digital, el suport a les petites i mitjanes empreses i l'economia de baix nivell d'emissions de carboni.
El Fons social europeu (FSE), centrat en l'ocupació, l'educació i la formació, la inclusió social i la capacitat institucional.
El Fons de cohesió (FC), dedicat a transports i a la protecció mediambiental en estats membres econòmicament menys desenvolupats.
Aquest Fons, juntament amb el Fons europeu agrícola per al desenvolupament rural (FEADR, dedicat a la Política agrícola comuna) i amb el Fons europeu per als afers marítims i la pesca (FEAMP, de la Política pesquera comuna) conformen el conjunt dels Fons estructurals i d'inversió europeus, que es decideixen i executen d'acord amb cicles de programació septennals (p. ex. 200-2006, 2007-2013...), coneguts com a Perspectives financeres o Marc financer pluriennal. Tots els fons, per al cicle de programació 2014-2020, són regulats per disposicions comunes previstes en el Reglament UE 1303/2013, al qual s'afegeixen normes a part en els Reglaments específics de cada Fons.
El 2020, arran de la pandèmia de la covid-19, s'ha vist alterat llur funcionament, així com les negociacions de les perspectives financeres en vigor per al període 2021-2027, amb la introducció de derogacions i flexibilitzacions i amb l'adopció de diferents paquets financers i programàtics d'estímul per afavorir la recuperació, ço és, CRII, CRII+, REACT-EU i NGEU.

## Objectius
Hi ha tres objectius:
- Objectiu 1: promoure el desenvolupament i ajustament estructural de regions endarrerides;
- Objectiu 2: ajudar amb la conversió econòmica i social de zones amb dificultats estructurals;
- Objectiu 3: promoure l'adaptació i modernització de les polítiques i sistemes d'educació, formació i treball.

Hi ha quatre fons principals per atènyer aquests objectius:
1. Fons de Desenvolupament Regional Europeu (FEDER)
2. Fons Social Europeu (FSE)
3. Fons Europeu per la Pesca (FIFG)
4. Fons Europeu d'Orientació i Garantia Agrícola (FEOGA)

## Finançament
Entre el 2000 i el 2006 es van dedicar 135.000 milions d'euros a cinquanta regions "Objectiu 1", cobrint el 22% de la població de la UE. El criteri principal era que una regió tingués un PIB per capita inferior al 75% de la mitjana de la UE. L'accés de deu nous estats membres a l'est d'Europa l'1 de maig del 2004 significa que moltes de les regions més pobres d'Europa occidental ja no són eligibles; s'han fet alguns ajusts de transició. Totes les regions Objectiu 1 amb menys del 90% del PIB per capita mitjà poden accedir al Fons de Cohesió.
La majoria del finançament de la UE no ve directament de la Comissió Europea sinó de les autoritats nacionals i regionals dels estats membres.